# Liedmotette
Die Liedmotette, oder auch motettisches Lied, ist eine im 16. Jahrhundert in Deutschland entstandene Form der Motette, die bevorzugt von protestantischen Komponisten komponiert wurde.
In der Liedmotette wechseln homophone und polyphone Partien ab. Oftmals ist der gelegentlich verwendete Cantus firmus einem deutschen Kirchenlied (Choral) entnommen. Dieser wird zeilenweise im Tenor oder Sopran durchgeführt und von allen Stimmen im freien Stil imitiert. Vor allem in der protestantischen Kirchenmusik soll somit das Wort klar zu Geltung gebracht werden. Bedeutende Komponisten dieser Gattung sind Leonhard Lechner, Johannes Eccard, Johann Christoph Demantius und Orlando di Lasso.